# Colin Gordon (Schauspieler)
Colin Gordon (* 27. April 1911 in Ceylon; † 4. Oktober 1972 in Haslemere, England) war ein britischer Schauspieler.

## Leben
Gordon besuchte das Marlborough College und trat 1934 erstmals als Schauspieler am Londoner West End auf. Zwischen 1936 und 1939 leitete er in Brixton die Fred Melville Repertory Company. Danach leistete er seinen Wehrdienst im Zweiten Weltkrieg. Sein Spielfilmdebüt hatte er 1947 im Pilotfilm Jim the Penman, der allerdings keine Serie nach sich zog. In der Folge war er bis zu seinem Tod ein gut gebuchter Film- und Fernsehschauspieler.
Zu seinen bekanntesten Filmen gehörten Roy Ward Bakers Kriegsfilm Einer kam durch, in der er an der Seite von Hardy Krüger spielte, sowie die Peter Sellers-Filmkomödien Die Maus, die brüllte, Der rosarote Panther und Casino Royale. Gordon spielte 1967 in zwei der wichtigsten britischen Fernsehserien der 1960er Jahre. Er stellte in zwei Folgen von Patrick McGoohans Mysteryserie Nummer 6 dessen Gegenspieler Nummer Zwei dar und spielte in sechs Folgen von Doctor Who den Flughafenkommandanten. 1966 stellte er in den ersten sechs Folgen der Krimiserie Der Baron den Assistenten von Steve Forrest dar, bevor er durch Sue Lloyd ersetzt wurde.

## Filmografie (Auswahl)
- 1947: Jim the Penman
- 1948: Der Fall Winslow (The Winslow Boy)
- 1949: Edward, mein Sohn (Edward, My Son)
- 1951: Der dreizehnte Gast (Circle of Danger)
- 1951: Wer zuletzt lacht (Laughter in Paradise)
- 1951: Der Mann im weißen Anzug (The Man in the White Suit)
- 1951: Florence Nightingale – Ein Leben für den Nächsten (The Lady with the Lamp)
- 1952: Mandy
- 1953: Das Herz aller Dinge (The Heart of the Matter)
- 1953: Innocents in Paris
- 1955: Das Geheimnis des roten Affen (Little Red Monkey)
- 1955: Verliebt in eine Königin (John and Julie)
- 1956: Der grüne Mann (The Green Man)
- 1956: Ich und die Frau Gräfin (Up in the World)
- 1957: Einer kam durch (The One That Got Away)
- 1958: Safeknacker Nr. 1 (The Safecracker)
- 1958: Arzt am Scheideweg (The Doctor’s Dilemma)
- 1959: Munter und lebendig (Alive and Kicking)
- 1959: Die Maus, die brüllte (The Mouse That Roared)
- 1959: Die liebestolle Familie (Please Turn Over)
- 1960: Ist ja irre – Diese strammen Polizisten (Carry On Constable)
- 1960: A Life of Bliss (Fernsehserie, 10 Folgen)
- 1960: Bankraub des Jahrhunderts (The Day They Robbed the Bank of England)
- 1960: Ein Nerz an der Angel (Make Mine Mink)
- 1961: Die sieben Schlüssel (Seven Keys)
- 1961: Herein ohne anzuklopfen (Don’t Bother to Knock)
- 1961: Alles dreht sich um den Hund (In the Doghouse)
- 1962: Hypno (Night of the Eagle)
- 1962: So ein Gauner hat’s nicht leicht (Crooks Anonymous)
- 1962: Im Safe wartet der Tod (Strongroom)
- 1962: Im Namen des Teufels (The Devil’s Agent)
- 1963: Der zweite Mann (The Running Man)
- 1963: Schule des süßen Lebens (Bitter Harvest)
- 1963: Der rosarote Panther (The Pink Panther)
- 1964: Ein toller Bobby, dieser Flic (Allez France!)
- 1965: L – Der Lautlose (The Liquidator)
- 1966: Der Puppenmörder (The Psychopath)
- 1966: Der Baron (The Baron, Fernsehserie, 6 Folgen)
- 1966: Das Geheimnis der weißen Nonne (The Trygon Factor)
- 1966: Honigmond 67 (The Family Way)
- 1967: Casino Royale
- 1967: Doctor Who (Fernsehserie, 6 Folgen)
- 1967: Nummer 6 (The Prisoner, Fernsehserie, 2 Folgen)
- 1968: Der Spinner (Don’t Raise the Bridge, Lower the River)
- 1968: Ausflucht (Subterfuge)
- 1969: Department S (Fernsehserie, Folge 2x13)
- 1970: The Body Beneath
- 1970: UFO (Fernsehserie, Folge 1x03 Die Siamkatze)
- 1970: Bachelor Father (Fernsehserie, 6 Folgen)
- 1971: Hine (Fernsehserie, 11 Folgen)
- 1973: 80.000 Meilen durch den Weltraum (UFO: Allarme rosso... Attacco alla Terra!)